# Mexikanische Badmintonmeisterschaft 1969
Die Mexikanische Badmintonmeisterschaft 1969 fand in Mexiko-Stadt statt. Es war die 23. Auflage der nationalen Titelkämpfe von Mexiko im Badminton.

## Titelträger
| Disziplin    | Sieger                             |
| ------------ | ---------------------------------- |
| Herreneinzel | Roy Díaz González                  |
| Dameneinzel  | Carolina Allier                    |
| Herrendoppel | Roy Díaz González Victor Jaramillo |
| Damendoppel  | Carolina Allier Lucero Soto        |
| Mixed        | Guillermo Allier Carolina Allier   |

Anmerkungen
1. ↑  Mexikanischer Verband und IBF-Handbuch listen unterschiedliche Sieger im Herrendoppel. Der Verband listet Roy Diáz González und Victor Jaramillo, das Handbuch Roy Díaz González und Esteban Reyes